# Камберленд (округ, Мэн)
Ка́мберленд (англ. Cumberland County) — округ, расположенный в штате Мэн, США с населением в 265 612 человек по данным переписи населения 2000 года.
Административным центром округа является город Портленд.

## География
По данным Бюро переписи населения США, общая площадь округа — 3152 км², из которых: 2165 км² — суша и 986,8 км² (31,34 %) — вода. На территории округа находится  озеро Себейго — второе по величине озеро штата.

### Соседние округа
- Андроскоггин — север
- Оксфорд — северо-запад
- Сагадахок — северо-восток
- Йорк — юго-запад

### Охраняемые природные территории
- Национальный заповедник Рейчел-Карсон (часть)

### Дороги
- I-95
- I-295
- US 1
- US 302
- ME 9
- ME 77

## Демография
По данным переписи населения 2000 года в округе Йорк проживало 265 612 человек, 67 709 семей, насчитывалось 107 989 домашних хозяйств и 122 600 жилых дома. Средняя плотность населения составляла 123 человека на один квадратный километр. Расовый состав округа по данным переписи распределился следующим образом: 95,74 % белых, 1,06 % чёрных или афроамериканцев, 0,29 % коренных американцев, 1,4 % азиатов, 0,04 % жители Океании, 1,13 % смешанных рас, 0,35 % — других народностей. Испано- и латиноамериканцы составили 0,95 % от всех жителей округа.
Из 107 989 домашних хозяйств в 30,1 % — воспитывали детей в возрасте до 18 лет, 50,1 % представляли собой совместно проживающие супружеские пары, в 9,5 % семей женщины проживали без мужей, 37,3 % не имели семей. 28,4 % от общего числа семей на момент переписи жили самостоятельно, при этом 10,2 % составили одинокие пожилые люди в возрасте 65 лет и старше. Средний размер домашнего хозяйства составил 2,38 человек, а средний размер семьи — 2,95 человек.
Население округа по возрастному диапазону по данным переписи 2000 года распределилось следующим образом: 23,3 % — жители младше 18 лет, 8,4 % — между 18 и 24 годами, 31,3 % — от 25 до 44 лет, 23,6 % — от 45 до 64 лет и 13,3 % — в возрасте 65 лет и старше. Средний возраст жителей округа составил 38 лет. На каждые 100 женщин в округе приходилось 93,8 мужчин, при этом на каждых сто женщин 18 лет и старше приходилось 90,2 мужчин также старше 18 лет.
Средний доход на одно домашнее хозяйство в округе составил 44 048 долларов США, а средний доход на одну семью в округе — 54 485 долларов. При этом мужчины имели средний доход в 35 850 долларов в год против 27 935 долларов среднегодового дохода у женщин. Доход на душу населения в округе составил 23 949 долларов США в год. 5,2 % от всего числа семей в округе и 7,9 % от всей численности населения находилось на момент переписи населения за чертой бедности, при этом 9,1 % из них были моложе 18 лет и 7,4 % — в возрасте 65 лет и старше.

## Города
- Портленд
- Саут-Портленд
- Уэстбрук

Небольшие города
- Скарборо
- Стандиш
- Уиндем

## Достопримечательности
- Пустыня штата Мэн